# 페드로 오비앙
페드로 음바 오비망 아보모(스페인어: Pedro Mba Obiang Avomol IPedro Obiang, 1992년 3월 27일, 스페인 알칼라데에나레스 ~)는 스페인 태생 적도 기니의 축구 선수이며 최근에는 세리에 A의 사수올로에서 뛰고 있다.

## 생애
마드리드 지방 알칼라데에나레스에서 태어난 오비앙은 그가 태어난 지역의 CD 아벤세 AD 나야 같은 다양한 클럽에서 뛰었으며 탁월한 실력을 보였다. 그리하여 그는 아틀레티코 마드리드로 이적한다. 2008년에 그는 유럽연합이 허용한 국제 이적에 필요한 최소 나이인 16살에 아틀레티코 마드리드를 떠난다. 2008-09 시즌에 아직 Allievi Nazionali 유스팀에 불과했지만 프리시즌에 1군 명단에 들기도 했다. 정규시즌에는 SS 라치오와 AC 키에보베로나와의 교체 선수명단에 오르기도 했지만 투입되지는 않았다. 2009-10 시즌에 1군명단에 들어왔다.